# Wyspy Dziewicze Stanów Zjednoczonych na Mistrzostwach Świata w Lekkoatletyce 2011
Wyspy Dziewicze Stanów Zjednoczonych na Mistrzostwach Świata w Lekkoatletyce 2011 reprezentowane były przez troje zawodników.

## Występy reprezentantów Wysp Dziewiczych Stanów Zjednoczonych

### Mężczyźni

#### Konkurencje biegowe
| Konkurencja   | Zawodnik       | Runda 1  | Runda 1 | Runda 2  | Runda 2 | Półfinał | Półfinał | Finał    | Finał   |
| Konkurencja   | Zawodnik       | Rezultat | Pozycja | Rezultat | Pozycja | Rezultat | Pozycja  | Rezultat | Pozycja |
| ------------- | -------------- | -------- | ------- | -------- | ------- | -------- | -------- | -------- | ------- |
| Bieg na 200 m | Calvin Dascent |          |         | 21.15    | 42      |          |          |          |         |
| Bieg na 400 m | Tabarie Henry  |          |         | 45.22    | 10 Q    | 45.53    | 10 Q     | 45.55    | 7       |

### Kobiety

#### Konkurencje biegowe
| Konkurencja   | Zawodniczka   | Runda 1  | Runda 1 | Runda 2  | Runda 2 | Półfinał | Półfinał | Finał    | Finał   |
| Konkurencja   | Zawodniczka   | Rezultat | Pozycja | Rezultat | Pozycja | Rezultat | Pozycja  | Rezultat | Pozycja |
| ------------- | ------------- | -------- | ------- | -------- | ------- | -------- | -------- | -------- | ------- |
| Bieg na 200 m | Allison Peter |          |         | 23.17    | 20 Q    | 23.56    | 21       |          |         |